# Antillas Neerlandesas
Las Antillas Neerlandesas (AA. NN., también llamadas Indias Occidentales Neerlandesas, Antillas Holandesas o Indias Occidentales Holandesas) fueron, hasta el 10 de octubre de 2010, un territorio autónomo formado por cinco islas del mar Caribe (que hasta 1986 incluía a Aruba), perteneciente al Reino de los Países Bajos, junto a los propios Países Bajos europeos.
Esta administración territorial se disolvió el 10 de octubre de 2010. Curazao y San Martín se convirtieron en países constituyentes distintos junto con Aruba, que ya se había convertido en un país constituyente distinto en 1986; mientras que Bonaire, San Eustaquio y Saba (el Caribe Neerlandés o islas BES) se convirtieron en municipios especiales dentro de los Países Bajos propiamente dichos.

## Historia
Las Antillas Neerlandesas estaban habitadas desde hacía varios siglos por los arahuacos, específicamente por los Taínos) provenientes del valle del Orinoco. En los últimos siglos recibían ataques e invasiones por parte de los Caribe.
En 1493, Cristóbal Colón llegó a las Islas de Barlovento y en 1499, Alonso de Ojeda arribó a las Islas de Sotavento (las islas mayores de Curazao, Bonaire y Aruba). Desde entonces las islas se mantuvieron bajo el poder de los conquistadores españoles.
Durante el siglo XVII, los Países Bajos combatieron a taínos y españoles y anexaron las islas a su reino.
En 1954, las islas cambiaron su estatus de «colonia», para convertirse en un «estado» dentro del Reino de los Países Bajos.
En 1986, Aruba votó por su separación de las Antillas Neerlandesas.
Entre 2000 y 2005 se celebraron una serie de referendos para decidir el futuro estatus político de cada isla:
- Curazao y San Martín votaron por un estatus de separación, similar al de Aruba.
- Las islas de Bonaire y Saba votaron por terminar el estatus actual de la Antillas Neerlandesas.
- San Eustaquio fue la única que votó por mantener las Antillas Neerlandesas.

Después de negociar un nuevo estatus, el gobierno de los Países Bajos y cada una de las islas llegaron a un acuerdo para disolver las Antillas Neerlandesas: Saba, Bonaire y San Eustaquio serían municipalidades especiales; en tanto que Curazao y San Martín se convertirían en entidades políticas distintas, como ya lo era Aruba; sin embargo todas permanecían dentro del Reino de los Países Bajos. En 2009 se realizó el referendo que condujo a la decisión de darle la autonomía a Curazao.

### Disolución de las Antillas Neerlandesas
Hasta el 10 de octubre de 2010 esta entidad estuvo compuesta por varias islas ubicadas en el mar Caribe, que formaban parte de las Antillas Menores. Originalmente, estaba compuesta por seis entidades insulares menores: las islas de Saba y San Eustaquio junto a la parte sur de San Martín (la parte norte pertenece a Francia) ubicadas al este de las Islas Vírgenes en el llamado grupo de islas de Barlovento, más Curazao, Aruba y Bonaire, a 900 km al suroeste de las islas anteriores, en el grupo de las islas de Sotavento frente a la costa occidental de Venezuela.
El territorio fue formado en 1954 con el fin de darles autonomía y una organización política a las antiguas colonias neerlandesas en América. Así, se formó el Reino de los Países Bajos compuesto en sus inicios por el territorio europeo, junto a Surinam y las Antillas Neerlandesas (incluyendo Aruba). En 1986, Aruba decidió por medio de un plebiscito separarse del resto de las Antillas Neerlandesas y constituirse en un territorio autónomo dentro del Reino. Decisiones similares tomaron Curazao y San Martín durante los años 2000, lo que llevó a la definitiva disolución política de las Antillas Neerlandesas, efectiva el 10 de octubre de 2010.

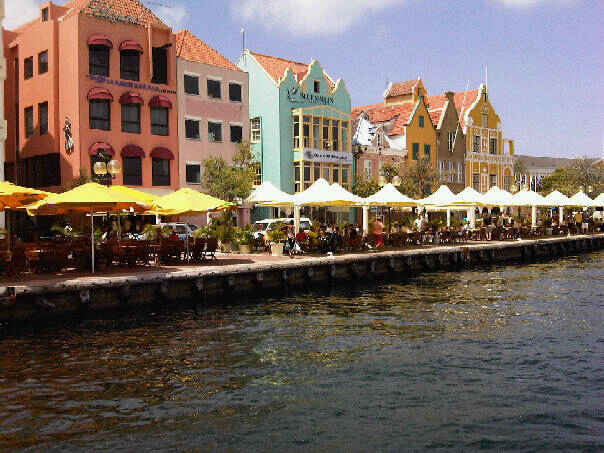
Willemstad fue la capital de las Antillas Neerlandesas

La capital de las cinco islas era también la ciudad capital de Curazao: Willemstad. Otras ciudades importantes eran: Philipsburg en San Martín, Kralendijk en Bonaire, Oranjestad en Aruba y The Bottom en Saba. Las islas, al ser un territorio autónomo del Reino de los Países Bajos, fueron incluidas entre los países y territorios de ultramar de la Unión Europea, aunque no comparten el estatus de miembro. A pesar de ello, todos sus ciudadanos tenían pasaporte neerlandés, y por ende los antillanos gozaban de los mismos derechos que los ciudadanos de la Unión Europea.
En un referéndum celebrado el 8 de abril de 2005, los ciudadanos de Curazao y San Martín votaron a favor de un estatus de autonomía fuera de las Antillas Neerlandesas, similar al de Aruba, rechazando las opciones de plena independencia, convertirse en provincia o municipio de los Países Bajos, o mantener el statu quo. Mientras que en Bonaire, San Eustaquio y Saba decidieron unirse como Entidades Públicas o Municipios Especiales a los Países Bajos. En 2006, Emily de Jongh-Elhage, de Curazao, fue elegida por el parlamento como la última primera ministra de las Antillas Neerlandesas.

### Nuevo estatus después del 10 de octubre de 2010
El cambio de estatus es simbólico en su mayor parte, porque los territorios insulares de las Antillas Neerlandesas ya se gobernaban a sí mismos en gran medida, y los habitantes de las islas seguirían siendo sin cambio alguno ciudadanos de los Países Bajos. El monarca neerlandés, actualmente el rey Guillermo Alejandro de los Países Bajos, continúa siendo el jefe de Estado, representado por Gobernadores Generales, y el Gobierno neerlandés mantiene sus responsabilidades sobre las relaciones exteriores y la defensa.
Después del 10 de octubre, con la desaparición de las «Antillas Neerlandesas», se aplicaron los nuevos estatus político-administrativos para las cinco islas caribeñas que conformaban dicho país. Curazao, la mayor y más poblada de las cinco, y San Martín se convirtieron en Países Autónomos dentro del Reino de los Países Bajos (como lo era Aruba desde 1986); y las islas de Bonaire, Saba y San Eustaquio se convirtieron en Entidades Públicas (Openbare Lichamen) o Municipios Especiales neerlandeses, por lo que todas continuarían disfrutando de todos los derechos adjuntos a la ciudadanía neerlandesa.
Bonaire, San Eustaquio y Saba (también conocidas como "Islas BES") se transformaron en municipalidades especiales de los Países Bajos y, por lo tanto, pertenecientes a la Unión Europea (UE). Como consecuencia, a los Países Bajos, como país constituyente del Reino de los Países Bajos, se le sumó superficie a su territorio total. Por ello, también se conoce, desde entonces, a las islas BES como "Países Bajos Insulares".
Desde el 10 de octubre de 2010 el Reino de los Países Bajos está formado por cuatro países: Países Bajos (incluyendo las Islas BES o Países Bajos Insulares: Bonaire, San Eustaquio y Saba), Aruba, Curazao y San Martín.

## Gobierno y administración
Las Antillas Neerlandesas dependían del Reino de los Países Bajos si bien gozaban desde 1954 de absoluta autonomía en lo que respecta a sus asuntos internos y el gobierno neerlandés era el responsable de Defensa y Asuntos Exteriores.
- Ley Básica: Estatuto del Reino de los Países Bajos, reformado el 29 de diciembre de 1954.
- Sistema electoral: Sufragio universal, mayoría de edad a los 18 años.
- Sistema de gobierno: Democracia parlamentaria, elecciones cada cuatro años. El gobernador general es nombrado por la reina Beatriz de los Países Bajos para un mandato de 6 años.
- Sistema legal: Basado en el Código Civil neerlandés, con influencias de la ley inglesa.
- Partidos políticos

Estaba previsto para el año 2008 una modificación de la relación de estas islas con los Países Bajos, pero fue pospuesta para octubre de 2010, cuando comenzó el proceso de Disolución de las Antillas Neerlandesas.
En las consultas políticas del 30 de septiembre de 2009, que se llevaron a cabo en Curazao entre el secretario de Estado de Relaciones del Reino Ank Bijleveld y los responsables políticos de las Antillas Neerlandesas y cada una de las islas individuales, se decidió que las Antillas Neerlandesas se disolverían el 10 de octubre de 2010. Curazao y San Martín se convirtieron en países autónomos dentro del Reino (como Aruba). Bonaire, San Eustaquio y Saba son municipios neerlandeses especiales.
El jefe de Estado estaba representado en Curazao por el gobernador de Curazao, elegido para un período de seis años. El Jefe de Gobierno era el primer ministro de Curazao quien formaba, junto con el Consejo de Ministros, el poder ejecutivo del gobierno. Gerrit Schotte, líder del Movimiento Futuro Curazao (Movementu Futuro Korsou o MFK), formó un gobierno para la isla junto con el partido Pueblo Soberano y el Partido MAN el 4 de septiembre de 2010. Esta coalición se convirtió en el primer Gabinete de Curazao, Schotte se transformó entonces en el primer primer ministro de Curazao.
El viernes 25 de agosto de 2010 los votantes de Curazao escogieron el primer Parlamento de Curazao (en papiamento: Parlamento di Kòrsou, neerlandés: Staten van Curaçao), formado por 21 miembros que son escogidos cada 4 años, y se encargan de redactar y aprobar las leyes, además de designar al primer ministro de Curazao siendo necesarios 11 escaños. El nuevo gobierno asumió el 10 de octubre de 2010, al concretarse la disolución del gobierno de las Antillas Neerlandesas. El poder legislativo de la isla aprobó el 5 de septiembre de 2010 la Constitución de Curazao (Staatsregeling van Curaçao).

## Demografía
La población estimada por fuentes oficiales para el año 2005, es de 185 513 habitantes. Son destacables su baja tasa de crecimiento, que no alcanza el 1 %, así como la elevada tasa de mortalidad infantil.
La mayor parte de la población es descendiente de africanos, traídos a América a partir del siglo XVII, y en menor grado, de neerlandeses provenientes de los Países Bajos. En épocas recientes, se han sumado a su población habitantes con los más variados orígenes, entre los que cabe destacar, Venezuela, República Dominicana, Haití, Jamaica, Colombia, Guyana, Estados Unidos, India, Surinam, Reino Unido, Portugal y China, por mencionar solo algunos.
| Bandera                               | Escudo | Isla          | Superficie | Población | Densidad    |
| ------------------------------------- | ------ | ------------- | ---------- | --------- | ----------- |
|                                       |        | Aruba         | 180 km²    | 102.911   | 369 hab/km² |
|                                       |        | Bonaire       | 288 km²    | 10.185    | 35 hab/km²  |
|                                       |        | Curazao       | 444 km²    | 133.644   | 301 hab/km² |
|                                       |        | Saba          | 13 km²     | 1.424     | 109 hab/km² |
|                                       |        | San Eustaquio | 21 km²     | 2.498     | 119 hab/km² |
|                                       |        | San Martín    | 34 km²     | 33.119    | 974 hab/km² |
| Bandera de las Antillas Neerlandesas. |        | Total         | 999 km²    | 289.344   | 305 hab/km² |

### Idiomas
Las Antillas Neerlandesas tienen 3 idiomas oficiales: el neerlandés, que fue el único idioma oficial hasta 2007, el papiamento (mezcla de castellano, portugués, arahuaco y diversas lenguas africanas), el idioma más hablada en Curazao, Bonaire y Aruba (oficial desde 2007), y el inglés (oficial desde 2007), la lengua más hablada en Saba, San Eustaquio y San Martín.
El español tiene especial importancia en Aruba, Curazao, Bonaire y San Martín y, aunque no tiene estatus de oficial, la cercanía con Venezuela y la presencia de otras minorías provenientes de algunos países hispanohablantes lo hacen importante en esta parte de las Antillas Neerlandesas. Asimismo, como en la isla de San Martín, la parte norte es una colectividad de ultramar de Francia y en ella el idioma oficial y predominante es el francés, este idioma también tiene especial importancia en la parte neerlandesa (sur).
| Idioma        | Papiamento | Inglés | Español | Neerlandés | Otros |
| ------------- | ---------- | ------ | ------- | ---------- | ----- |
| Aruba         | 69         | 8      | 13      | 6          | 3     |
| Bonaire       | 75         | 3      | 12      | 9          | 2     |
| Curazao       | 81         | 3      | 6       | 8          | 2     |
| Saba          | 1          | 88     | 5       | 2          | 4     |
| San Eustaquio | 2          | 83     | 6       | 4          | 6     |
| San Martín    | 2          | 68     | 13      | 4          | 13    |
| Total         | 65         | 16     | 11      | 7          | 5     |

### Religión
El cristianismo es la religión predominante, siendo los católicos los más numerosos, con un 72 %; pentecostales 4,9 %, otros evangélicos 3,5 %, adventistas del séptimo día 3,1 %, metodistas 2,9 %, otros cristianos 4,2 %, testigos de Jehová 1,7 %. Los judíos son la minoría no cristiana más importante, con 1,3 % de la población.

## Geografía
Las Antillas Neerlandesas eran un conjunto de 6 islas situadas en el mar Caribe y forman parte del archipiélago de las Antillas, específicamente de las Antillas Menores. Fueron también llamadas Indias Occidentales Neerlandesas. Las Antillas Neerlandesas no poseen fronteras terrestres (solo una pequeña con la parte francesa de la isla de San Martín) pero si marítimas, entre otros países con Venezuela, que fueron fijadas mediante el Tratado de 1978 entre los Países Bajos y Venezuela.
Las islas de Saba y San Eustaquio junto a la parte sur de la isla de San Martín (la parte norte pertenece a Francia), están ubicadas al este de las Islas Vírgenes en el llamado grupo de islas de Barlovento, mientras que Curazao y Bonaire, a 900 km al suroeste de las islas anteriores, en el grupo de las islas de Sotavento frente a la costa occidental de Venezuela.
El cerro San Eustaquio de 4135 metros es el punto más elevado del reino de los Países Bajos.

## Economía
La economía de las islas es extremadamente dependiente del exterior, dada su escasez de recursos naturales. La mayor parte de las importaciones durante año 2005 provinieron de Venezuela, Estados Unidos, Italia y los Países Bajos. Su principal producto de exportación es el petróleo refinado en la isla de Curazao. Los principales receptores de sus exportaciones durante el año 2005 fueron los Estados Unidos, Panamá, Guatemala, Haití y Bahamas.

## Cultura

### Deportes
La más sobresaliente participación de las Antillas Neerlandesas en los Juegos Olímpicos fue en Seúl 1988.
El béisbol es el deporte más practicado en estas islas, y del que han salido sus principales deportistas internacionales, como Andruw Jones, conocido pelotero de Grandes Ligas.
La Unión de Fútbol de las Antillas Neerlandesas es la asociación nacional del país y es miembro de la Concacaf y la FIFA, en las que su selección de mayores ocupa las posiciones número 27 y 172 de los respectivos rankings para el mes de octubre de 2006.